# Fijipapegaaiamadine
De fijipapegaaiamadine (Erythrura pealii) is een vogel uit de familie van de prachtvinken (Estrildidae). Deze soort is endemisch op Fiji. 

## Kenmerken
De vogel is  ongeveer 10 tot 11 cm lang. Het is een opvallende en veelkleurige vinkachtige. Volwassen vogels zijn overwegend groen met blauw op de borst, met rood op de kop en een rode staart.

## Taxonomie
De vogel werd in 1852 door Gustav Hartlaub als aparte soort beschreven als Erythura peali maar later werd hij als ondersoort beschouwd van de samoapapegaaiamadine evenals de koningspapegaaiamadine. Op de IOC World Bird List en de  Rode Lijst van de IUCN wordt de soort die op Fiji voorkomt echter weer als aparte soort vermeld.

## Verspreiding en leefgebied
Hij is inheems in Fiji. Het zijn bosvogels met een voorkeur voor wilde vijgenbomen.

## Status
De grootte van de wereldpopulatie is niet gekwantificeerd. Men veronderstelt dat de soort in aantal stabiel is. Om deze redenen staat de Fiji-papegaaiamadine als niet bedreigd op de Rode Lijst van de IUCN.